# 渡良瀨溪谷鐵道
渡良瀨溪谷鐵道株式會社（日语：／）是一家總部位於群馬縣綠市的鐵路公司（日本第三部門鐵道）。該公司設有連接群馬縣和栃木縣的渡良瀨溪谷線，該路線是由舊日本國有鐵道（國鐵）特定地方交通線接手營運的鐵路線。公司由群馬縣和沿線自治體等出資成立。
渡良瀨溪谷鐵道株式會社的簡稱為。在雜誌中會以標記。沿線住民會以稱呼。已居住一段長時間的居民會以轉換前的路線名「足尾線」來稱呼此公司的鐵路線。
在12個無人車站中公開招募了志願站長「故鄉站長」。

## 歷史
- 1988年（昭和63年）
  - 3月29日 在第9回協議會下，決定成立第三部門鐵道。
  - 10月25日 公司成立。
- 1989年（平成元年）
  - 3月29日 接管東日本旅客鐵道（JR東日本）足尾線。渡良瀨溪谷線開業。同時取得間藤至足尾本山之間 (1.9公里) 的營業許可（未啟用）。
  - 12月24日 水沼站溫泉中心「淺瀨之湯」開幕（在2002年3月前由群馬縣經營，隨後在2008年12月28日前由渡良瀨溪谷鐵道經營）。
- 1992年（平成4年）3月14日 新設下新田站。
- 1996年（平成8年）4月9日 神戶站內的列車餐廳「清流」開幕。
- 1998年（平成10年）
  - 6月2日 間藤至足尾本山之間的鐵路營業許可失效。
  - 10月10日 小火車「小火車渡良瀨溪谷號」開始運行。
- 2008年（平成20年）12月28日 水沼站溫泉中心「淺川之湯」暫停營業。
- 2009年（平成21年）4月26日 水沼站溫泉中心「淺川之湯」恢復營業，並委托外部公司營運。
- 2010年（平成22年）12月22日 發表形像人物[4]。
- 2012年（平成24年）4月1日 小火車「小火車Wasshi號」開始運行。小火車共有3往返班次。
- 2014年（平成26年）5月22日 天皇、皇后乘坐「小火車Wasshi號」從通洞站前往水沼站。

## 路線
| 路線記號 | 中文線名     | 日文線名 | 起點 | 終點 | 距離（公里） |
| -------- | ------------ | -------- | ---- | ---- | ------------ |
| WK       | 渡良瀨溪谷線 |          | 桐生 | 間藤 | 44.1         |

## 車輛

### 現有車輛

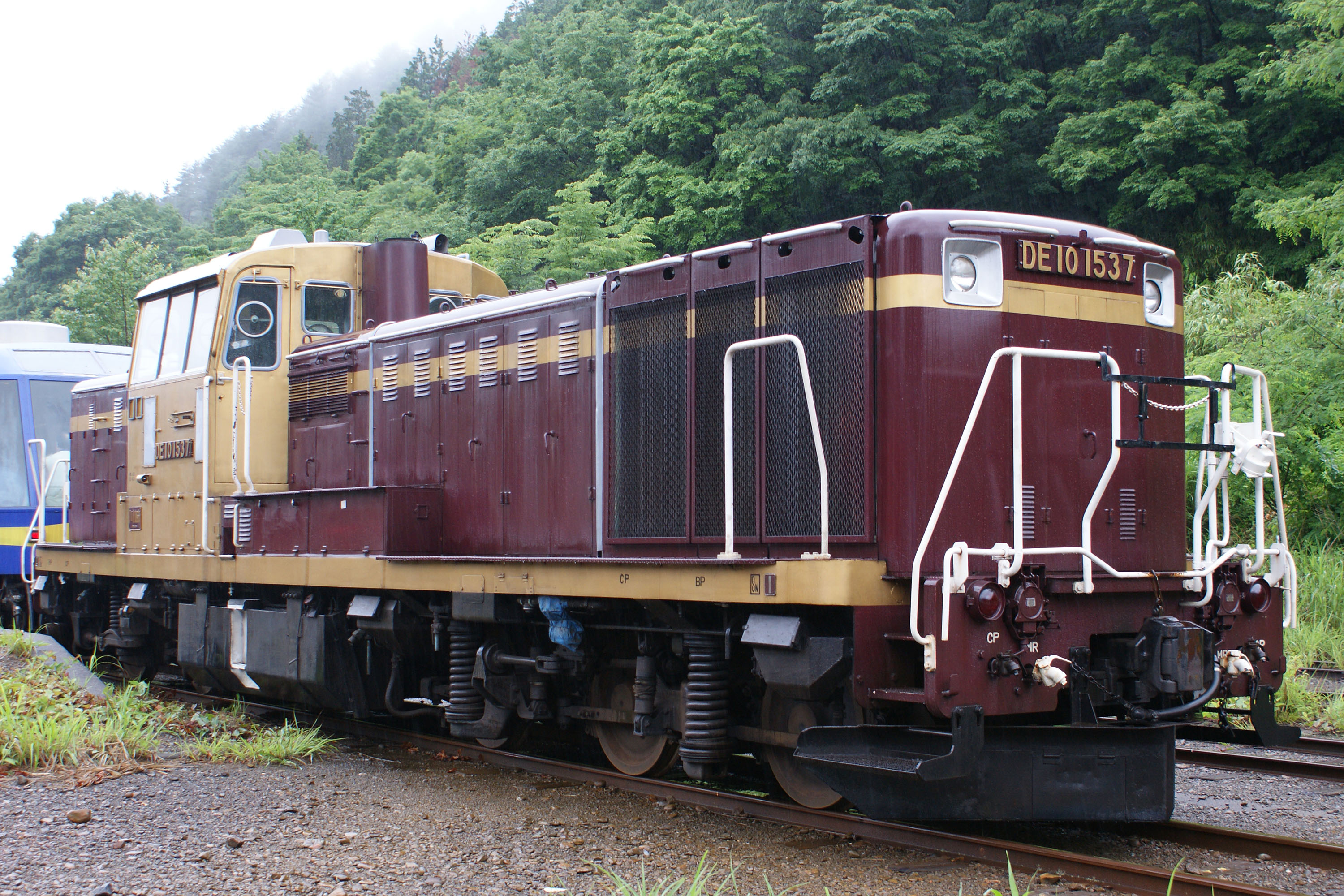
1537號機
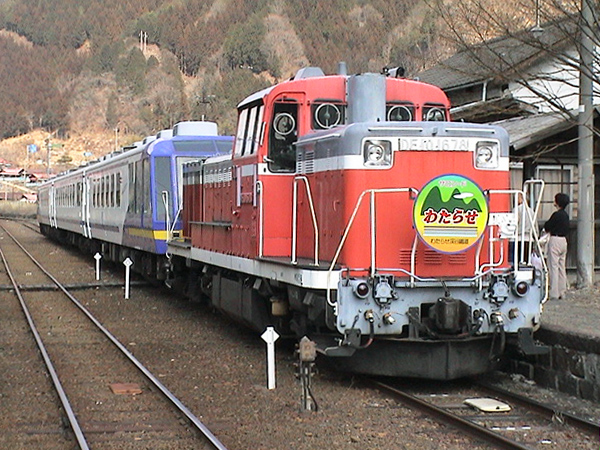
1678號機

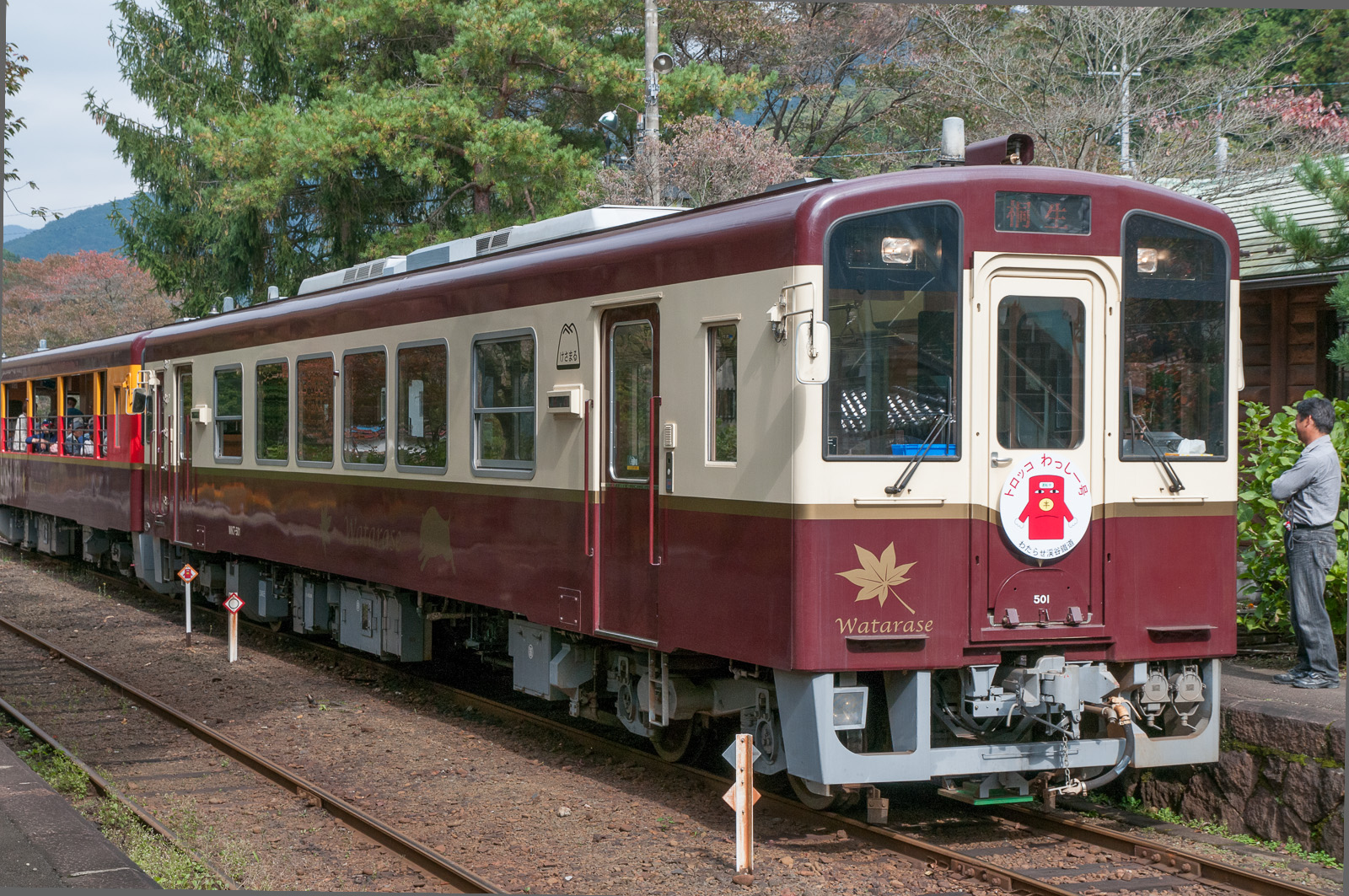
WKT-500形 (501)

截至2015年4月1日，公司共有9架柴油列車、4架鐵路客車、2架柴油機車，共有15架車輛。車廠和公司總部位於大間間站內。

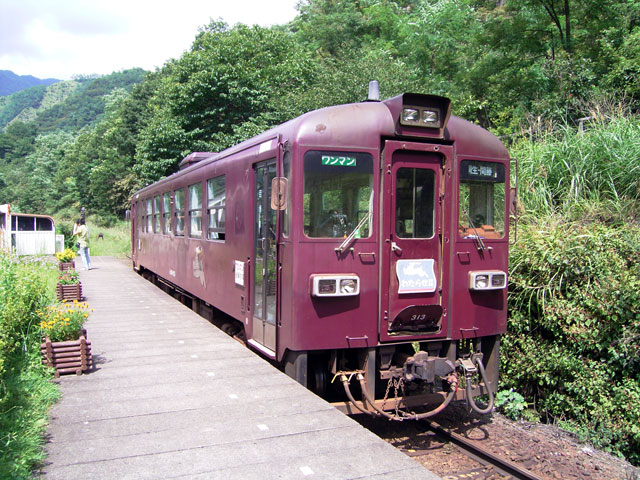
Wa 89-310形 (313)

Wa 89-310形 (313 - 315)

為了取代退役的Wa89-102，以及增加列車數目。在1990年3月15日新製造了311 - 313。在1993年4月25日再新製了314、315。該5架列車由富士重工業製造，以LE-DC車身為標準建造（參見LE-Car、Wa89-300形）。在車頭燈增設4盞，尾燈在方形盒子中。車內的座位配置為半交叉式座位。列車內設有廁所。車門為摺疊式。車身顏色方面雖然統一為紅色，但是311當初的車身為米色和棕色，與Wa89-100形、200形同樣。在愛稱中，311為「高津戶」、312為「銅II」、313為「渡良瀨II」、314為「銅III」、315為「渡良瀨III」。在2016年11月，311退役，在2019年1月，312退役。當中312在前橋市內的神社保存，預計變成一個休憩處。

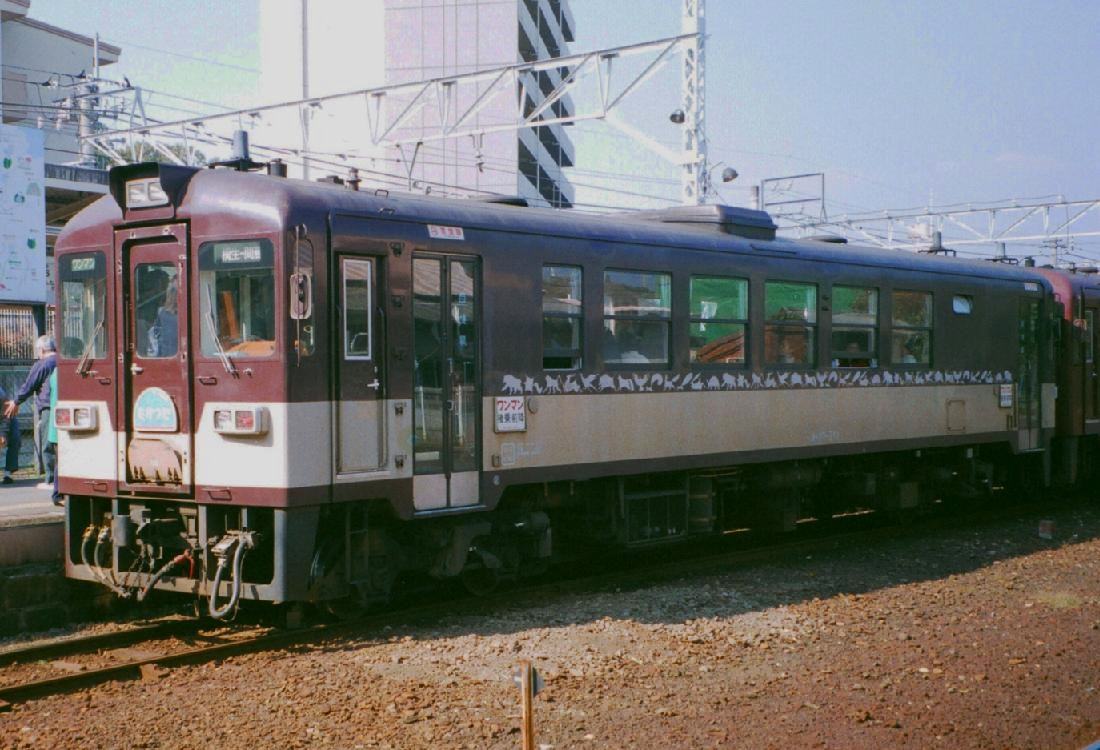
311登場時塗裝
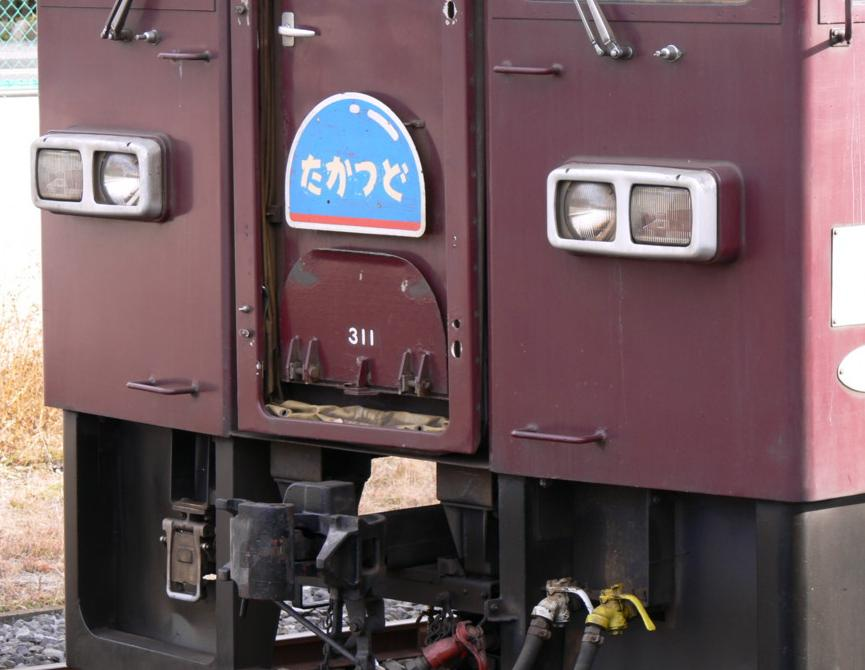
311的愛稱書寫在車頭

Wa 99形 (5010, 5020, 5070, 5080)

小火車「小火車渡良瀨溪谷號」專用客車。在1998年登場。5010,5080是由JR東日本購入的SuHaHu12形客車。5020、5070是由京王電鐵購入的（第一代）5000系電動列車改造成為小火車。當初研究引入敞車後改造成為小火車車廂，但是由於這個方法比較困難取得當局認可，因此改變方針。由於線內的有效長關係，因此公司尋覓2輛18米長的車廂。當中，來自京王的5000系由於軌距不同，因此轉向架需要改用DT21。該轉向架是來自JR的退役車輛，隨後經過翻新後由豐橋鐵道使用。關於客車車身顏色，與柴油列車車身顏色相同。另外，小火車也設有愛稱，5020為「翡翠」、5070為「山翡翠」。
DE10形 (1537, 1678)

牽引「小火車渡良瀨溪谷號」專用的柴油機車。在1998年從JR東日本購入1537，在2000年從JR東日本購入1678。1537的車身顏色與小火車相同塗裝再加上金帶。1678的車身顏色沒有改變，繼續使用JR時代的塗裝。
- 1537號機
- 1678號機

WKT-500形 (501, 502)

在2011年3月29日開始投入服務。在2009年12月於澤入站舉行活動時，同時發表引入新型車輛導入。同時舉行了投票活動選擇車色顏色，最後決定B方案。車輛由新潟運輸系統製造。在2012年「小火車Wasshi號」開始運行當初，當初使用WKT-550形編成的列車，在2013年起改用WKT-510形。
在2015年2月，第2架同款列車502投入服務，這是為了取代退役的Wa89-302。在愛稱方面，501繼承了Wa89-202的「袈裟丸」，502繼承302的「渡良瀨」。
WKT-510形 (511)

為了取代退役的Wa89-100形而引入。在2013年引入1輛。愛稱方面，繼承了Wa89-301的「銅」。由於車身顏色與WKT-550形相同，因此在2013年起，除了「小火車Wasshi號」的連結車輛進行檢査外，原則上使用此車輛。

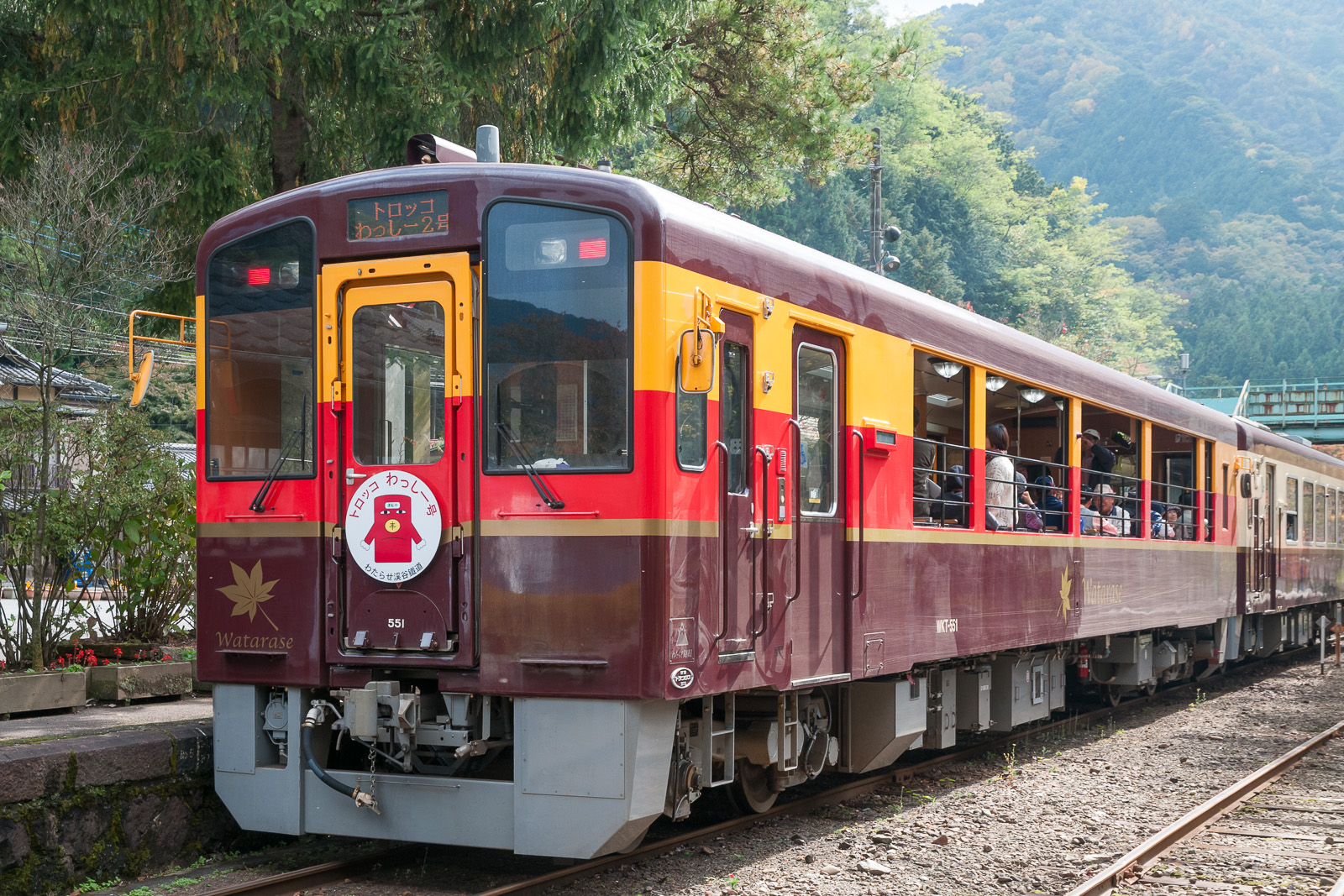
WKT-550形 (551)

只限在運行「小火車渡良瀨溪谷號」中，於櫻花和紅葉季節中以及連續數天滿席時候，小火車需要加班時會加入自行行走式小火車柴油列車。在2012年4月開始在「小火車Wasshi號」中使用。此列車不需要機走，因此可在所有區間行走。並可與WKT-510形連結。

### 過去車輛

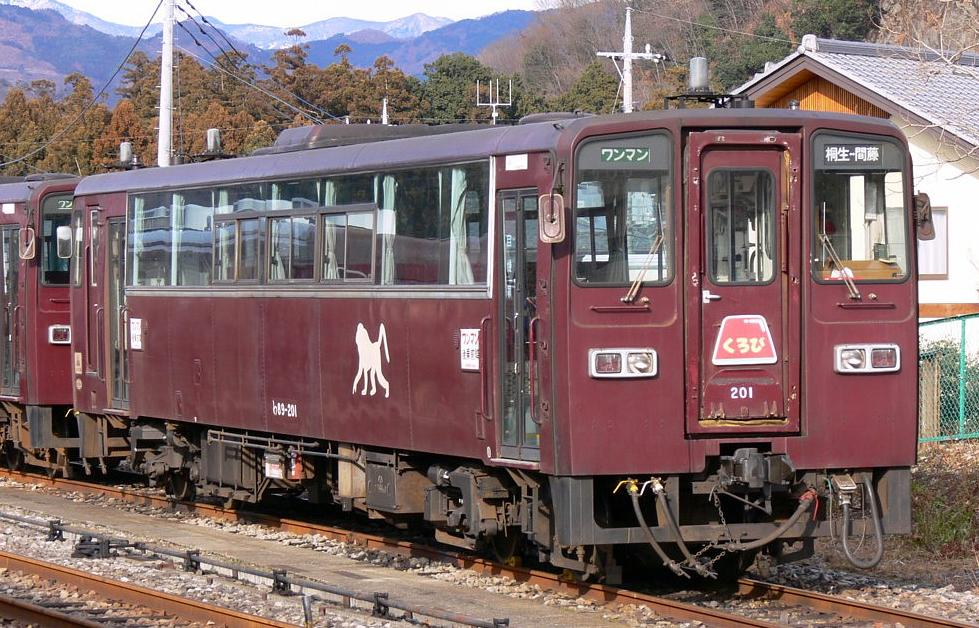
Wa89-200形 (201)

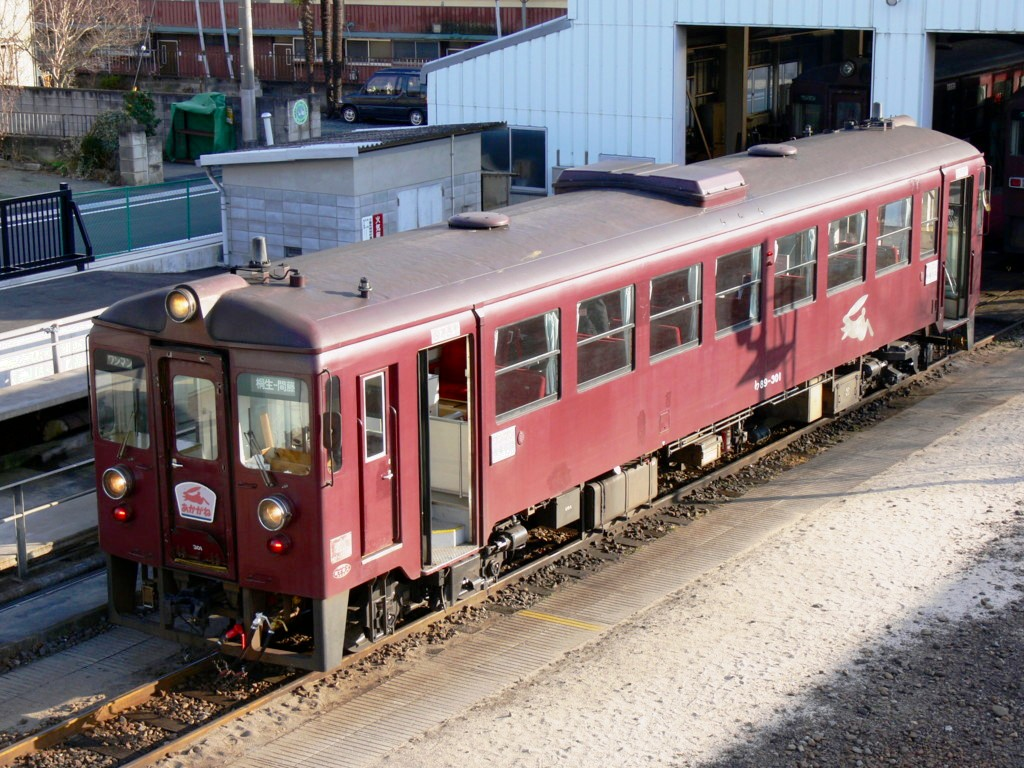
Wa 89-300形 (301)

Wa89-100形、200形 (101、102, 201 - 203)

渡良瀨溪谷鐵道開業時引入的輕型柴油客車。車輛是由富士重工業製造，基本上為車長15米級的LE-CarII。車廂兩邊可進行貫通。100番台的座位是長條椅，200番台的座位為半交叉式座位。
當初車身塗裝中，車身下半部分為米色，上半部分按不同車輛有不同的顏色，在車窗下設有不同動物的造型。後來與310形使用統一車身顏色。而各架車輛都取了暱稱，101為「高進」、102為「要害」、201為「黑檜」、202為「袈裟丸」、203為「吾妻」。
100形共有2輛。當中102在1989年5月14日發生了落石事故，使車身嚴重損毀。同年7月1日宣布退役。實際服務不足2個月。
200形中，202在退役後，成為車廠內的零件車，除了車頭燈外均存放在車廠內，後來被拆毀。在203退役後，水上町保存了Wa01-855。而最後的201在2010年12月退役，再沒有200形於路線上行走。
在2013年3月尾，101「高進」結束營運。100形、200形不再存在。而101在結束營運前的車身塗裝回復至當初登場時的型態。在結束營運後存放在大間間站舊貨物月台作展示。
Wa 89-300形 (301, 302)

在啟用時計劃用作活動的專用車輛。與100形、200形一樣由富士重工業製造，為接近16米級的車身LE-DC。車內為了可進行活動，車內座位為可轉換式交叉座位。
當初不同各車輛設有不同塗裝，後來統一為銅色。在愛稱方面，301為「銅」、302為「渡良瀨」。在1994年，皇太子和皇太子妃曾經乘坐302。
在2015年3月29日，302在桐生站至間藤站之間行走2往返班次「Final Tour」。同日300形退役。302現時與101在同一路軌上，以連結的狀態存放。

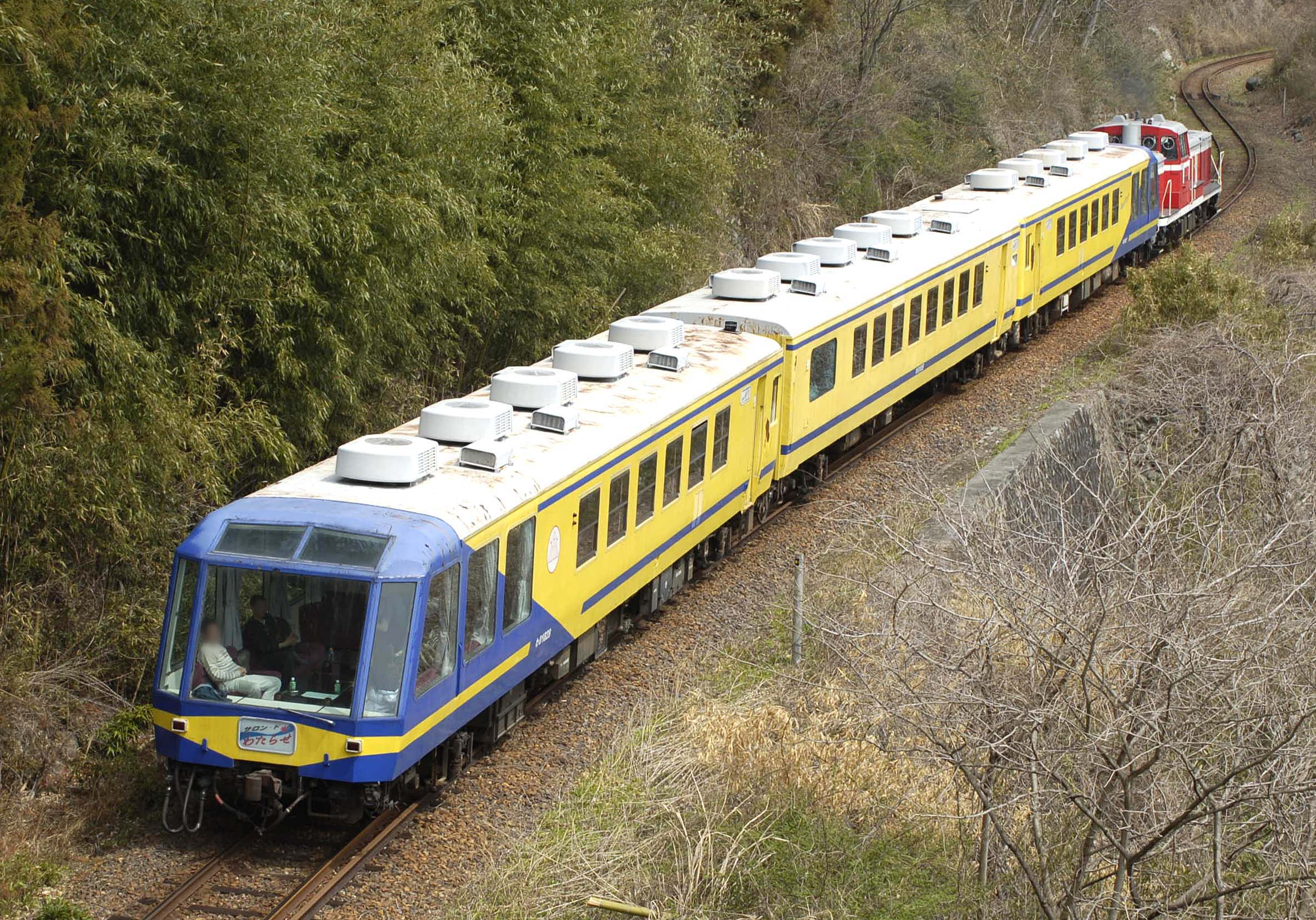
Wa01形客車

Wa01形 (828, 855, 827)

在冬季「小火車渡良瀨溪谷號」替代行走的座敷列車「Salon de 渡良瀨」中使用的客車。在2001年登場。車輛購入自前JR東日本高崎分社的座敷列車「和平」，購入了全部6輛客車，包括SuRoHu12 827, 828, ORo12 853（書籍上寫為ORo12 855）一共三輛，其餘中間列車的3輛為零件車，停泊在足尾站內。
當初只連接2輛瞭望車行走，但是由於乘客投訴表示「沒有廁所」，因此為了加設廁所設備，增加了1輛中間車廂。在塗裝方面，車身塗上了黃、白和藍色。另外，在足尾站內停泊的車輛中，1輛（ORo12-854）成為了群馬縣安中市的餐廳，另一輛分為2部分，一邊為栃木縣栃木市的設施。
客車在2009年退役，同年9月把中間車855售出。在2010年1月，把瞭望車827, 828售出。而855被水上町保存，827, 828成為了桐生市的昆蟲販賣店使用。

### 車身設計
車身顏色方面，以棕色（銅色）為主調。與阪急栗相似，但是實際上是兩種不同的顏色。曼波音樂人Paradise山元在富士重工業中擔任工業設計師時候，除了設計車體、車身顏色和車頭標誌外，還設計了動物圖案的牌匾、公司商標和社章。

## 以渡良瀨溪谷鐵道周邊作為舞台的作品

### 電影
- 《幸福特快車（日语：僕達急行 A列車で行こう）》（導演：森田芳光，2014年）
- 《男爵花嫁》（導演：田島直子，2013年）
- 短編電影（導演：永戶鐵也，2011年）
- 《我的壞前輩（日语：私の優しくない先輩）》（導演：山本寬，2010年）
- 《只想告訴你》（導演：熊澤尚人，2010年）
- 《出租天使》（導演：寒竹百合（日语：寒竹ゆり），2009年）
- 《應援少女》（導演：渡邊謙作，2008年）
- 《當按下開關時（日语：スイッチを押すとき）》（導演：中島良，2005年）

### 劇集
- 《夏戀（日语：ナツコイ）》（毎日放送 主演：須賀千春（日语：ちはる））
- 《旅行作家·茶屋次郎（日语：旅行作家・茶屋次郎）》第8作「渡良瀨川殺人事件」（東京電視台 主演：橋爪功）
- 《霧之火（日语：霧の火） 九名少女失散在樺太·真岡郵便局》（東京電視台 主演：福田麻由子）
- 《相棒 第7季》（朝日電視台 主演：水谷豐）
- 《白洲次郎（日语：白洲次郎 (テレビドラマ)）》（NHK 主演：伊勢谷友介）
- 《鐵道搜査官（日语：鉄道捜査官）10》（朝日電視台 主演：澤口靖子）
- 《我家的歷史》（（富士電視台開台50周年紀念的特別電視劇）主演：柴咲幸）
- 《相棒 第8季》（朝日電視台 主演：水谷豐）
- 松本清張劇集《球形之荒野（日语：球形の荒野）》（富士電視台 主演：田村正和）
- 《警視廳失踪課·高城賢吾（日语：警視庁失踪課・高城賢吾）》（毎日放送 主演：澤村一樹）
- 《為東京叫來奧運的男人（日语：東京にオリンピックを呼んだ男）》（（富士電視台開台55周年紀念的特別電視劇）主演：大澤隆夫）
- 《限界集落株式會社（日语：限界集落株式会社）》（NHK星期六電視劇 主演：反町隆史）
- 《食之軍師（日语：食の軍師）》第11集（TOKYO MX 主演：津田寛治）
- 《車站便當刑事·神保德之助（日语：駅弁刑事・神保徳之助）》第11作（TBS「月曜名作劇場（日语：月曜名作劇場）」》 主演：小林稔侍（日语：小林稔侍））
- 《我們的勳章（日语：俺たちの勲章）》第12集（日本電視台　主演：松田優作）
- 《植物男子陽臺星人（日语：植物男子ベランダー） SEASON2》第12集（NHK　主演：田口智朗（日语：田口トモロヲ））

## 注腳
1. 1 2 3 4 5 6   (PDF). わたらせ渓谷鐵道株式会社.   [2019-07-29]. （原始内容存档 (PDF)于2021-02-05） （日语）.
2. ↑  鉄道統計年報平成29年度版 - 国土交通省
3. ↑  国土交通省鉄道局監修『鉄道要覧』令和元年度版、電気車研究会・鉄道図書刊行会
4. ↑  日本經濟新聞（朝刊）群馬縣版 2010年12月25日付
5. ↑  . わたらせ渓谷鐵道.   [2019-07-27]. （原始内容存档于2016-03-04） （日语）.
6. ↑  . わたらせ渓谷鐵道.   [2019-07-27]. （原始内容存档于2015-02-27） （日语）.
7. ↑  . 讀賣新聞 (讀賣新聞社). 2011-10-25  [2019-07-26]. （原始内容存档于2012-01-18） （日语）.
8. ↑  わたらせ渓谷鐵道わ89-100形 （页面存档备份，存于）（日語）
9. ↑  . わたらせ渓谷鐵道.   [2019-07-27]. （原始内容存档于2015-02-27）.
10. ↑  . 鉄道ホビダス 鉄道ニュース 最新鉄道情報. 2013-04-18  [2017-05-06]. （原始内容存档于2016-03-04） （日语）.
11. 1 2  鐵道雜誌 No584 (2015.6月號) p.106
12. ↑  わ鐵の廃車両売却します - 沿線だより （页面存档备份，存于）（日語） - 站探，2009年9月1日。
13. ↑   (PDF). わたらせ渓谷鐵道.   [2019-07-27]. （原始内容 (PDF)存档于2012-01-18） （日语）.

## 外部連結
- 渡良瀨溪谷鐵道官方網站 （页面存档备份，存于）（日語）
- 渡良瀨溪谷鐵道藝術項目（日語）（網站存檔）